# Borki Predojević
Borki Predojević (ur. 6 kwietnia 1987 w Tesliciu) – bośniacki szachista, arcymistrz od 2004 roku.

## Kariera szachowa
Pierwsze znaczące sukcesy osiągnął w wieku nastoletnim: w roku 1999 zdobył tytuł mistrza Europy w kategorii do lat 12 (w Litochoronie), w 2001 powtórzył to osiągnięcie w grupie do lat 14 (w Kallithei), natomiast w 2003 (w Chalkidiki) sięgnął po tytuł mistrza świata juniorów do lat 16.
W 2002 roku zwyciężył w kołowym turnieju w Nowym Sadzie, w 2003 (wspólnie z Michaelem Prusikinem) – w turnieju First Saturday-GM w Budapeszcie, natomiast w następnym roku samodzielnie w jednej z kolejnych edycji tego turnieju. W 2005 podzielił II m. (za Suatem Atalikiem, wspólnie z m.in. Emirem Dizdareviciem i Aloyzasem Kveinysem) w Puli, w 2006 triumfował w Bizovacu, natomiast w 2007 podzielił I m. w Zagrzebiu (wspólnie z Miso Cebalo i Filipem Ljubiciciem), zajął II m. w silnie obsadzonym turnieju Bosna w Sarajewie (za Siergiejem Mowsesianem, przed Ivanem Sokolovem, Aleksandrem Morozewiczem, Nigelem Shortem i Artiomem Timofiejewem) oraz zdobył tytuł wicemistrza Bośni i Hercegowiny (za Predragiem Nikoliciem). W 2008 zwyciężył w turnieju 13. HIT Open w Novej Goricy oraz podzielił II m. (za Ivanen Šariciem, wspólnie z Ognjenem Jovaniciem i Marinem Bosiociciem) w Rijece, natomiast w 2009 r. podzielił II m. w turnieju Bosna w Sarajewie (za Pawło Eljanowem, wspólnie z Wang Hao) oraz podzielił I m. w turnieju Acropolis (wspólnie z Christosem Banikasem, Joanisem Papaioanu i Atanasem Kolewem).
W latach 2004–2010 czterokrotnie reprezentował narodowe barwy na szachowych olimpiadach, natomiast w 2007 – na drużynowych mistrzostwach Europy.
Najwyższy ranking w dotychczasowej karierze osiągnął 1 września 2009 r., z wynikiem 2654 punktów zajmował wówczas 82. miejsce na światowej liście FIDE.